# Malie (veter)

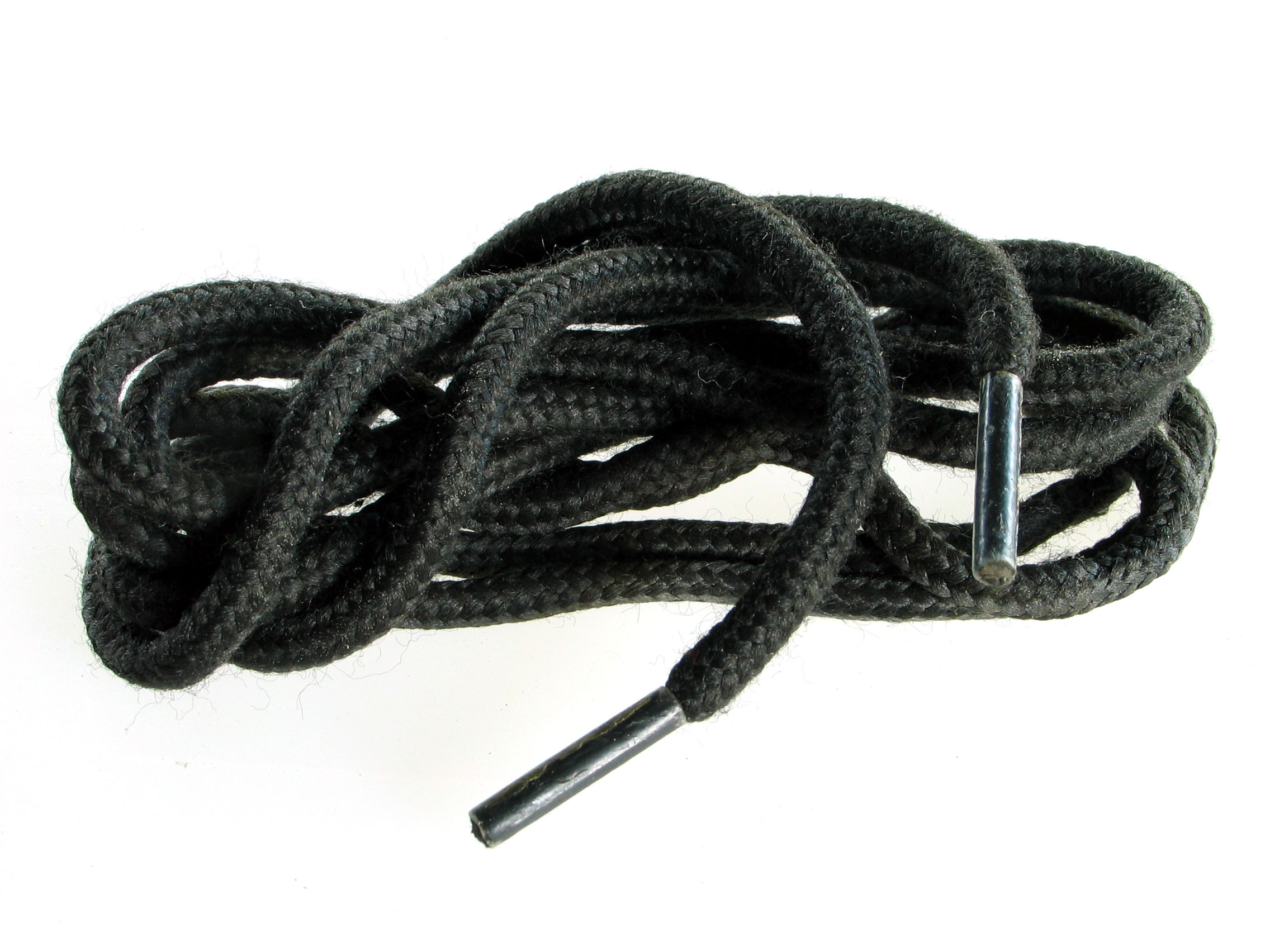
Veter met plastic stift

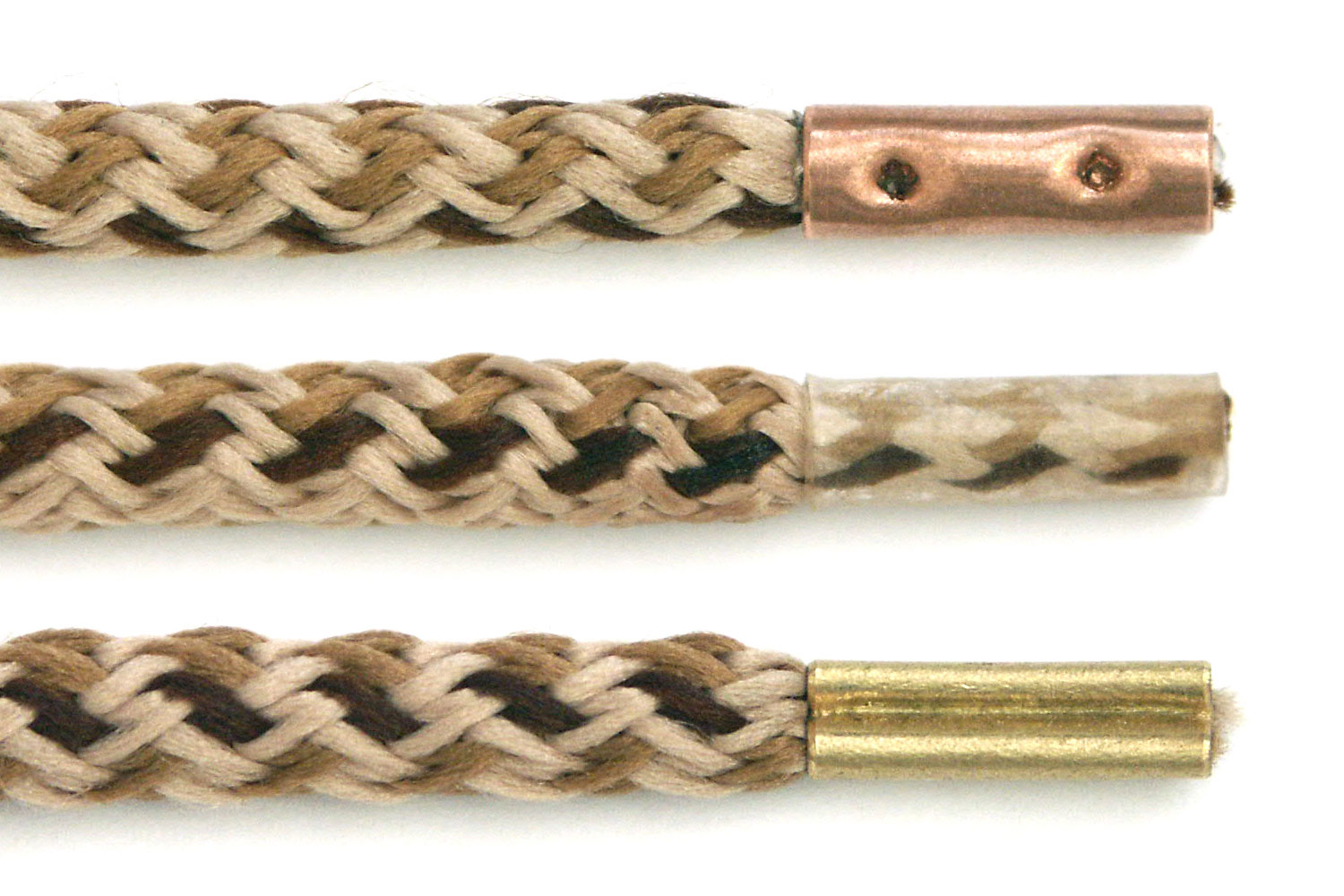
Drie verschillende malies: koper, plastic en messing

Een malie, nestel, aglet of  veterstift is het kleine plastic of metalen einde van een veter of rijgsnoer. Dit stiftje zorgt ervoor dat de veter niet begint te rafelen. In sommige regio's van Vlaanderen is 'nestel' de benaming voor de gehele veter.
Vroeger werden maliën voornamelijk van metaal, glas of steen gemaakt. Ze werden veelal als decoratie gebruikt en werden daarom van kostbare metalen als zilver vervaardigd. Voor de knoop uitgevonden werd, werden ze aan het einde van stukjes touw of draad gebruikt om kleding dicht te knopen. Soms werden ze ontworpen in kleine figuurtjes, niet zelden een doodskop.